# 서부 개척사
《서부 개척사》(西部開拓史, 영어: How the West Was Won)는 1962년 미국의 메트로컬러 서부 서사 영화이다. 존 포드, 헨리 헤서웨이, 조지 마셜이 감독하고, 캐럴 베이커, 리 J. 코브, 헨리 폰다, 캐럴린 존스가 주연을 맡았다.
어느 가문의 3대에 걸친 이야기를 통해서 서부 개척의 역사를 조명한 대작 서부극. 3명의 명감독들과 화려한 올스타 캐스트, 장대한 스케일의 대작(시네라마. 2시간 35분)으로 유명하다.

## 캐스트
- 스펜서 트레이시 - 내레이터

### "The Rivers"
- 제임스 스튜어트 - Linus Rawlings
- 캐럴 베이커 - Eve Prescott Rawlings
- 데비 레이놀즈 - Lillith Prescott van Valen
- 칼 말덴 - Zebulon Prescott
- 애그니스 무어헤드 - Rebecca Prescott
- Walter Brennan - Col. Jeb Hawkins
- Brigid Bazlen - Dora Hawkins
- 리 밴클리프 - river pirate

### "The Plains"
- 그레고리 펙 - Cleve Van Valen
- Robert Preston - Roger Morgan
- Thelma Ritter - Agatha Clegg
- John Larch - a gambler
- David Brian - Lilith's attorney

### "The Civil War"
- 조지 퍼파드 - Zeb Rawlings
- Andy Devine - Corporal Peterson
- 해리 모건 - Gen. Ulysses S. Grant
- 존 웨인 - Gen. William Tecumseh Sherman
- 러스 탬블린 - Confederate deserter
- Raymond M-sey - 대통령 에이브러헴 링컨

### "The Railroad"
- 헨리 폰다 - Jethro Stuart
- en:Richard Widmark - Mike King

### "The Outlaws"
- 캐럴린 존스 - Julie Rawlings
- Lee J. Cobb - Marshal Lou Ramsey
- 일라이 월릭 - Charlie Gant
- 해리 딘 스탠턴 - a member of Gant's gang
- Mickey Shaughnessy - Deputy Stover